# Acontia ruffinellii
Acontia ruffinellii là một loài bướm đêm thuộc họ Noctuidae. Loài này có ở vùng Rio Grande do Sul của Brasil và Uruguay.